# Chef-Haut
Chef-Haut è un comune francese di 48 abitanti situato nel dipartimento dei Vosgi nella regione del Grand Est.

## Società

### Evoluzione demografica
Abitanti censiti